# Juan IV (obispo de Oviedo)
Juan Sánchez, también conocido como Juan IV (¿? - ¿?) fue obispo de Oviedo desde el año 1343 hasta 1345. Al parecer era de Castropol y consiguió para sus paisanos que no pagasen «foros ni otros tributos», que hoy podrían llamarse peajes, en la barquería de Navia.

| Predecesor: Fernando V | Obispo de Oviedo 1343 - 1345 | Sucesor: Alonso II |